# Partit del Treball (Lituània)
El Partit del Treball (en lituà Darbo partija, DP) és un partit polític de Lituània d'ideologia centrista, fundat el 2003 pel milionari d'origen rus Víktor Uspaskitx.

## Història

### Fundació i primer govern (2003-06)
En la seva primera prova electoral, les eleccions europees de 2004, va assolir un gran èxit amb el 30,2% dels vots i 5 eurodiputats. Es va unir al Partit Demòcrata Europeu i al grup de l'Aliança dels Liberals i Demòcrates per Europa. A les eleccions legislatives lituanes de 2004 va obtenir el 28,4% dels vots i 39 escons, el partit més votat al Seimas. Després de les eleccions va formar un govern de coalició amb el Partit Socialdemòcrata, Nova Unió (Social Liberals) i la Unió Popular d'Agricultors Lituans.
La coalició va col·lapsar amb la retirada de Nova Unió a l'abril de 2006, i va perdre definitivament la majoria al maig quan diversos diputats del Partit van formar el seu propi grup parlamentari, vinculat al nou Partit Cívic Democràtic. Al juny el govern es va dissoldre, formant-se el nou govern de Gediminas Kirkilas en el qual el DP passaria a l'oposició.
En aquest context, el 17 de maig de 2006 es va fer pública una investigació al partit després que la informació del Departament de Seguretat de l'Estat revelés que el DP podria estar finançat amb activitats il·legals. Durant el període des de la seva fundació fins al 2006, la comptabilitat del partit no va registrar 7 milions d'euros d'ingressos addicionals. Primer es van presentar denúncies sobre la comptabilitat i els secretaris del partit, però el 29 de juny es va declarar que el partit seria jutjat com a entitat jurídica.
Uspaskich va renunciar a la direcció del partit i va fugir a Moscou. Després de l'activació de l'ordre de detenció europea per arrestar-lo, va ser finalment detingut el 15 d'agost i extradit a Lituània el 27 d'agost. Mentre estava a Moscou, Uspaskich va organitzar conferències de premsa on va declarar que Lituània era un "estat antidemocràtic", i va descriure el cas com un intent polititzat de destruir el Partit del Treball.
El PD va ser absolt el 2013, ja que es va fusionar amb el Partit Laborista, un partit satèl·lit establert el 2008, i ja no era la mateixa entitat legal. Tot i que el Tribunal Suprem va decidir que aquesta reorganització s'hauria d'haver ignorat i que el cas s'hauria d'haver continuat, no es va renovar a causa d'un termini de prescripció vençut. Els líders individuals dels partits van rebre multes i penes de presó; tanmateix, van ser absolts el 2016, abans de les eleccions.

### Oposició (2006-12)
Fruit de l'escàndol, a les eleccions legislatives de 2008 el partit només va obtenir 10 escons al Seimas i el 9% dels vots, una pèrdua de 29 diputats. En la següent legislatura el partit es mantindria a l'oposició, tot i que es reforçaria amb la fusió de Nova Unió al 2011, els quals mantenien un escó al Parlament.
Al maig de 2012 el PD formaria part del Partit de l'Aliança dels Liberals i Demòcrates per Europa.

### Segon govern (2012-2020)
Al 2012 el partit aconseguiria de nou uns bons resultats amb 29 diputats i prop del 20% dels vots. Així, formaria part del gabinet d'Algirdas Butkevičius amb cinc Ministeris juntament amb els Socialdemòcrates, Ordre i Justícia i l'AWPL-ZCHR.
A les eleccions de 2016 tornaria a caure amb la pèrdua de pràcticament la totalitat dels diputats, mantenint-se només amb dos escons de circumscripcions individuals, els quals s'integrarien al grup dels Socialdemòcrates. Després de la derrota, nombrosos membres abandonarien el partit, alguns dels quals s'integrarien al nou Partit Socialdemòcrata Laborista.
El 15 d'abril de 2018, l'antic president Viktor Uspaskich va ser seleccionat com a nou president del partit. Després d'això, el partit es va refer: a les eleccions municipals del 2019, el partit va obtenir el 5,09% dels vots i a les eleccions al Parlament Europeu del 2019 va obtenir gairebé el 9% dels vots.

### Oposició i caiguda (2020-Present)
A les eleccions parlamentàries del 2020, el Partit va guanyar al voltant del 10% dels vots. Aquesta recuperació es va atribuir en part a la baixada de suport del AWPL-ZCHR, que per si sol no va arribar al llindar del 5%. Tanmateix, van tornar a l'oposició.
Al 2021, la junta directiva del partit va decidir retirar-se de la seva afiliació del Partit de l'Aliança dels Liberals i Demòcrates per Europa. Això es va produir després de l'expulsió del líder del partit, Viktor Uspaskich, del grup Renew Europe al Parlament Europeu a causa dels seus comentaris homòfobs.
Més recentment, a les eleccions legislatives de 2024 van perdre tota la representació al Seimas per primera vegada a la seva història.

## Resultats electorals

### Seimas
| Any  | Líder            | Vots    | %          | Escons   | +/– | Govern             |
| ---- | ---------------- | ------- | ---------- | -------- | --- | ------------------ |
| 2004 | Viktor Uspaskich | 340,035 | 28.4 (#1)  | 39 / 141 | 38  | Coalició (2004−06) |
| 2004 | Viktor Uspaskich | 340,035 | 28.4 (#1)  | 39 / 141 | 38  | Oposició (2006−08) |
| 2008 | Viktor Uspaskich | 111,149 | 8.9 (#6)   | 10 / 141 | 29  | Oposició           |
| 2012 | Viktor Uspaskich | 271,520 | 18.8 (#3)  | 29 / 141 | 19  | Coalició           |
| 2016 | Viktor Uspaskich | 59,620  | 4.8 (#7)   | 2 / 141  | 27  | Coalició (2016–18) |
| 2016 | Viktor Uspaskich | 59,620  | 4.8 (#7)   | 2 / 141  | 27  | Oposició (2018)    |
| 2016 | Viktor Uspaskich | 59,620  | 4.8 (#7)   | 2 / 141  | 27  | Coalició (2018–19) |
| 2020 | Viktor Uspaskich | 110,780 | 9.8 (#4)   | 10 / 141 | 8   | Oposició           |
| 2024 | Viktor Uspaskich | 27,298  | 2.24 (#11) | 0 / 141  | 10  | Extraparlamentari  |

### Parlament Europeu
| Any  | Líder                | Vots    | %          | Escons | +/– | Grup         |
| ---- | -------------------- | ------- | ---------- | ------ | --- | ------------ |
| 2004 | Ona Juknevičienė     | 363,931 | 30.2 (#1)  | 5 / 13 | Nou | ALDE         |
| 2009 | Viktor Uspaskich     | 48,368  | 8.6 (#4)   | 1 / 12 | 4   | ALDE         |
| 2014 | Viktor Uspaskich     | 146,607 | 12.4 (#5)  | 1 / 11 | =   | ALDE         |
| 2019 | Viktor Uspaskich     | 112,964 | 8.5 (#4)   | 1 / 11 | =   | RE (2019-21) |
| 2019 | Viktor Uspaskich     | 112,964 | 8.5 (#4)   | 1 / 11 | =   | NI (2021-24) |
| 2024 | Valentinas Bukauskas | 11,232  | 1.66 (#13) | 0 / 11 | 1   | -            |